# Морска мишка
 Тази статия е за вида многочетинести червеи.  За семейството риби вижте Морски мишки.  
Морските мишки (Aphrodita aculeata) са вид многочетинести червеи от семейство Афродитови (Aphroditidae).
Таксонът е описан за пръв път от Карл Линей през 1758 година.